# Tir la Jocurile Olimpice de vară din 1936
Probele de tir sportiv la Jocurile Olimpice de vară din 1936 s-au desfășurat în perioada 6-8 august 1936 la poligonul de tragere de la Wannsee. Au participat 141 de sportivi din 29 de țări.

## Medaliați

### Masculin
| Probă              | Aur                      | Aur | Argint                | Argint | Bronz                        | Bronz |
| Pistol viteză 25 m | Cornelius van Oyen (GER) | 36  | Heinz Hax (GER)       | 35     | Torsten Ullman (SWE)         | 34    |
| Pistol 50 m        | Torsten Ullman (SWE)     | 559 | Erich Krempel (GER)   | 544    | Charles des Jamonières (FRA) | 540   |
| Pușcă culcat 50 m  | Willy Røgeberg (NOR)     | 300 | Ralph Berzsenyi (HUN) | 296    | Władysław Karaś (POL)        | 296   |

## Clasament pe medalii
| Loc   | Țară     | Aur | Argint | Bronz | Total |
| ----- | -------- | --- | ------ | ----- | ----- |
| 1     | Germania | 1   | 2      | –     | 3     |
| 2     | Suedia   | 1   | –      | 1     | 2     |
| 3     | Norvegia | 1   | –      | –     | 1     |
| 4     | Ungaria  | –   | 1      | –     | 1     |
| 5     | Franța   | –   | –      | 1     | 1     |
| 5     | Polonia  | –   | –      | 1     | 1     |
| Total | Total    | 3   | 3      | 3     | 9     |